# Archibald Campbell (3. książę Argyll)
Archibald Campbell, 3. książę Argyll (ur. 1 czerwca 1682 w Petersham w hrabstwie Surrey, zm. 15 kwietnia 1761 w Londynie) – szkocki arystokrata, polityk i prawnik.

## Życiorys

### Wczesne lata życia
Był młodszym synem Archibalda Campbella, 1. księcia Argyll, i Elizabeth Tollemache, córki sir Lionela Tollemache’a, 3. baroneta. Wykształcenie odebrał w Eton College oraz na Uniwersytecie Glasgow. Służył w armii pod wodzą księcia Marlborough. W 1709 r. został pułkownikiem 36 pułku piechoty i gubernatorem zamku Dumbarton.

### Kariera polityczna
Wspierał swojego brata Johna Campbella, 2. księcia Argyll, m.in. w sprawie aktu unii z 1707 r. tworzącego Wielką Brytanię, za co uzyskał tytuł hrabiego Ilay. W 1711 r. został członkiem Tajnej Rady. Asystował bratu w 1715 r. podczas bitwy pod Sheriffmuir. Przez wielu był uważany za najbardziej wpływowego człowieka w Szkocji.
W latach 1714–1716 był Lordem Clerk Register. W 1721 został lordem strażnikiem Tajnej Pieczęci Szkocji. Od 1733 był lordem strażnikiem Wielkiej Pieczęci. Po śmierci brata w 1743 odziedziczył tytuł księcia Argyll. Został także członkiem gabinetu Henry’ego Pelhama.

### Działalność na innych polach
Był jednym z założycieli Royal Bank of Scotland w 1727 r. i pierwszym gubernatorem tego banku. Jego portret pojawił się na awersie, wszystkich banknotów (funtów szkockich) emitowanych przez ten bank do dzisiaj. Od zmiany wyglądu banknotów w 1987 jest on również znakiem wodnym. Portret jest oparty na obrazie stworzonym przez Allana Ramseya.
Pracował nad rozbudową zamku Inveraray, posiadłości brata, którą ukończył w latach 50. XVIII wieku. Nigdy jednak w nim nie zamieszkał. Od 1722 r. był właścicielem rezydencji Whitton w hrabstwie Middlesex. Jako zapalony ogrodnik sprowadził do swojej rezydencji wiele egzotycznych gatunków roślin. Część z nich znajduje się obecnie w Kew Gardens. Do księcia odnosi się angielska nazwa kolcowoja pospolitego Duke of Argyll's Tea Tree.
Zmarł w 1761 r. Był żonaty z Anne Whitfield, ale nie posiadał potomstwa. Po jego śmierci wygasł tytuł hrabiego Ilay, a pozostałe tytuły przypadły jego kuzynowi, Johnowi.